# Чемпионат мира по фехтованию 1948
Чемпионат мира по фехтованию в 1948 году проходил в Гааге (Нидерланды). В связи с тем, что в этом году проходили Олимпийские игры в Лондоне, были проведены состязания лишь по виду, не входившему в олимпийскую программу — командному первенству на рапирах среди женщин.

## Общий медальный зачёт
| Место | Страна  | Золото | Серебро | Бронза | Всего |
| ----- | ------- | ------ | ------- | ------ | ----- |
| 1     | Дания   | 1      | 0       | 0      | 1     |
| 2     | Венгрия | 0      | 1       | 0      | 1     |
| 3     | Франция | 0      | 0       | 1      | 1     |
| Всего | Всего   | 1      | 1       | 1      | 3     |

## Медалисты

### Женщины
| Дисциплина                  | Золото | Серебро                                                                                      | Бронза                                                                                |
| --------------------------- | --- | -------------------------------------------------------------------------------------------- | ------------------------------------------------------------------------------------- |
| Рапира Командное первенство | Дания · Солвейг Йёргенсен · Карен Лахман · Кате Махаут · Грете Ольсен · Улла Бардинг · Кирстен Сур-Хансен | Венгрия · Илона Элек · Маргит Элек · Эва Кун · Каталин Хорват · Магдолна Ньари · Илона Варга | Франция · Жаклин Бодо · Рене Гариль · Франсуаза Гуни · Алис Каррен · Луизетта Малербо |